# Vickers-Berthier
La Vickers-Berthier (VB) era una mitragliatrice leggera prodotta dalla Vickers-Armstrong.
Basata su un progetto francese per una mitragliatrice aeronautica risalente a poco prima della Grande Guerra, l'arma era considerata un'alternativa alla mitragliatrice Vickers raffreddata ad acqua, ed era basata su un'azione a sottrazione di gas ed otturatore oscillante del Bren, aveva canna sostituibile ed era raffreddata ad aria. Venne adottata dall'British Indian Army nel 1933. Da essa è derivatata la mitragliatrice britannica inglese Vickers K.

## Storia
La mitragliatrice leggera venne progettata originariamente in Francia dal generale André Berthier, intorno al 1909. Dopo un periodo di sviluppo, l'arma fu testata e formalmente adottata dall'US Army nel 1917; nonostante questo, l'arma non entrò mai in produzione, a causa soprattutto delle linee di produzione occupate nella produzione di guerra. Quando la prima guerra mondiale terminò, l'interesse americano per l'arma era scemato e, dopo ulteriori modifiche, i diritti di produzione furono acquistati nel 1925 dalla Vickers-Armstrong, e della produzione vennero incaricati gli stabilimenti di Crayford in sostituzione della mitragliatrice Lewis che la considerava il complemento più leggero e mobile della sua Vickers-Maxim raffreddata ad acqua.
La Vickers-Berthier Mk I fu il primo modello, offerto sul mercato a partire dal 1928. Durante le prove eseguite dal British Army su diverse mitragliatrici leggere nel 1930, la Vickers-Berthier fu in diretta competizione con il Bren; l'esercito adottò infine quest'ultimo. Nel 1931, su specifiche richieste del governo coloniale indiano, venne realizzata la Vickers-Berthier Mk II. Ulteriori prove e modifiche diedero origine al modello definitivo Vickers-Berthier Mk III, introdotto nel 1933 ed acquisito dal British Indian Army. Oltre che in Inghilterra, una linea di produzione per l'arma venne impiantata anche in India presso la Ishapore Rifle Factory.

## Utilizzatori
Ad oggi è tuttora in riserva presso l'esercito indiano. Oltre all'India, l'arma venne venduta solo ad alcuni paesi baltici e ad alcuni stati dell'America meridionale. Venne usata negli anni trenta dall'esercito lettone.

## Aspetti tecnici
La Vickers-Berthier era una mitragliatrice leggera azionata a sottrazione di gas, con selettore di fuoco, raffreddata ad aria e sparante ad otturatore aperto. Il cilindro del pistone a lunga corsa, azionante l'otturatore ad azione oscillante verticale, era situato sotto la canna. L'alimentazione avveniva da un caricatore da 30 colpi, inserito superiormente al castello. L'arma era dotata di calcio in legno, impugnatura a pistola ed astina paramano sotto il cilindro dei gas, al quale era articolato il bipiede anteriore.
L'arma era leggermente più pesante del Bren, con 10,8 kg contro 9,9 kg, era anche leggermente più lunga e più ingombrante, ma ne ricordava l'aspetto esterno soprattutto a causa del caricatore, ricurvo per ospitare le munizioni rimmed da .303 inch. Rispetto al concorrente però aveva una maggiore cadenza di tiro ed un progetto più semplice, più efficiente da produrre in serie.

## Varianti
La Mk I si distingueva per l'astina paramano corta, a filo della parte anteriore del castello, e per canna, dotata per oltre la metà della sua lunghezza di radiatore ad anelli. La successiva Mk II ha un'astina allungata, era priva di monopiede sotto il calcio e la canna era liscia, priva di radiatore. La versione finale Mk III, adottata dall'esercito indiano, differiva dalla precedente per l'irrobustimento di alcune componenti, per l'assenza dell'astina paramano e per l'introduzione di un maniglione per il trasporto e per la sostituzione rapida della canna.